# Alfred Jodl
Alfred Jodl (Würzburg, 10 maggio 1890 – Norimberga, 16 ottobre 1946) è stato un generale e criminale di guerra tedesco.
È stato Chef des Wehrmachtführungsstabes (Capo di stato maggiore) dell'OKW durante la seconda guerra mondiale, e il 7 maggio 1945 firmò la dichiarazione di resa incondizionata della Germania (assieme a Wilhelm Keitel) alle potenze alleate. Fu condannato a morte al Processo di Norimberga mediante impiccagione.

## Biografia

### Le origini
Nacque a Würzburg, in Baviera, da una famiglia di tradizione militare - il padre e il nonno erano stati entrambi ufficiali di cavalleria - , ma il non appartenere alla casta prussiana, che teneva saldamente le redini dell'esercito, lo costrinse a una iniziale condizione di isolamento all'interno delle gerarchie militari. Partecipò al primo conflitto mondiale e conobbe il generale Wilhelm Keitel nelle Fiandre, presso lo Stato maggiore. Insieme a Keitel venne promosso capitano.
Come quasi tutti i membri del corpo degli ufficiali, Jodl risentì della mortificazione del Trattato di Versailles, e per conseguenza non rimase insensibile al fascino del nazismo, che ritenne essere l'unica forza in grado di restituire alla Germania la sua antica grandezza.

### Nell'OKW
Nell'agosto 1939, già maggiore generale e comandante di divisione, fu chiamato da Keitel a ricoprire la carica di capo dell'ufficio Comando e Operazioni dell'Oberkommando der Wehrmacht (OKW). Jodl divenne il consigliere strategico di Hitler ed il suo ufficio sviluppo' i più importanti piani operativi. Ufficiale serio e capace, aveva però il grave difetto di credere nel "genio militare" di Hitler.
Tuttavia, a differenza del suo vecchio amico Keitel, egli non risparmiò a Hitler decise obiezioni riguardo a certe sue scelte. In una di queste occasioni, durante la campagna di Russia - che di fatto segnò il definitivo declino delle fortune del Terzo Reich e l'inizio della disfatta - Hitler, che non consentiva a nessuno di contraddirlo, lo accusò pubblicamente di insubordinazione. Jodl, caduto in disgrazia, rimase ai margini per circa un anno prima di riappacificarsi con Hitler.

### La firma della resa incondizionata
Il 7 maggio 1945 divenne capo di Stato maggiore del governo Dönitz, secondo i voleri espressi dal Führer nel suo testamento politico. Alle 2:41 del 7 maggio 1945 toccherà a Jodl firmare, alla presenza di ufficiali francesi e sovietici, la dichiarazione di resa incondizionata della Germania alle potenze alleate: "il sottoscritto colonnello generale Jodl, consegna tutte le forze armate al comando supremo delle forze armate alleate e contemporaneamente al comando supremo sovietico alle condizioni di capitolazione. Il comando supremo tedesco proclama immediatamente l'ordine di cessare le operazioni in corso a partire dalle ore 23 dell'8 maggio".

### Condanna a morte

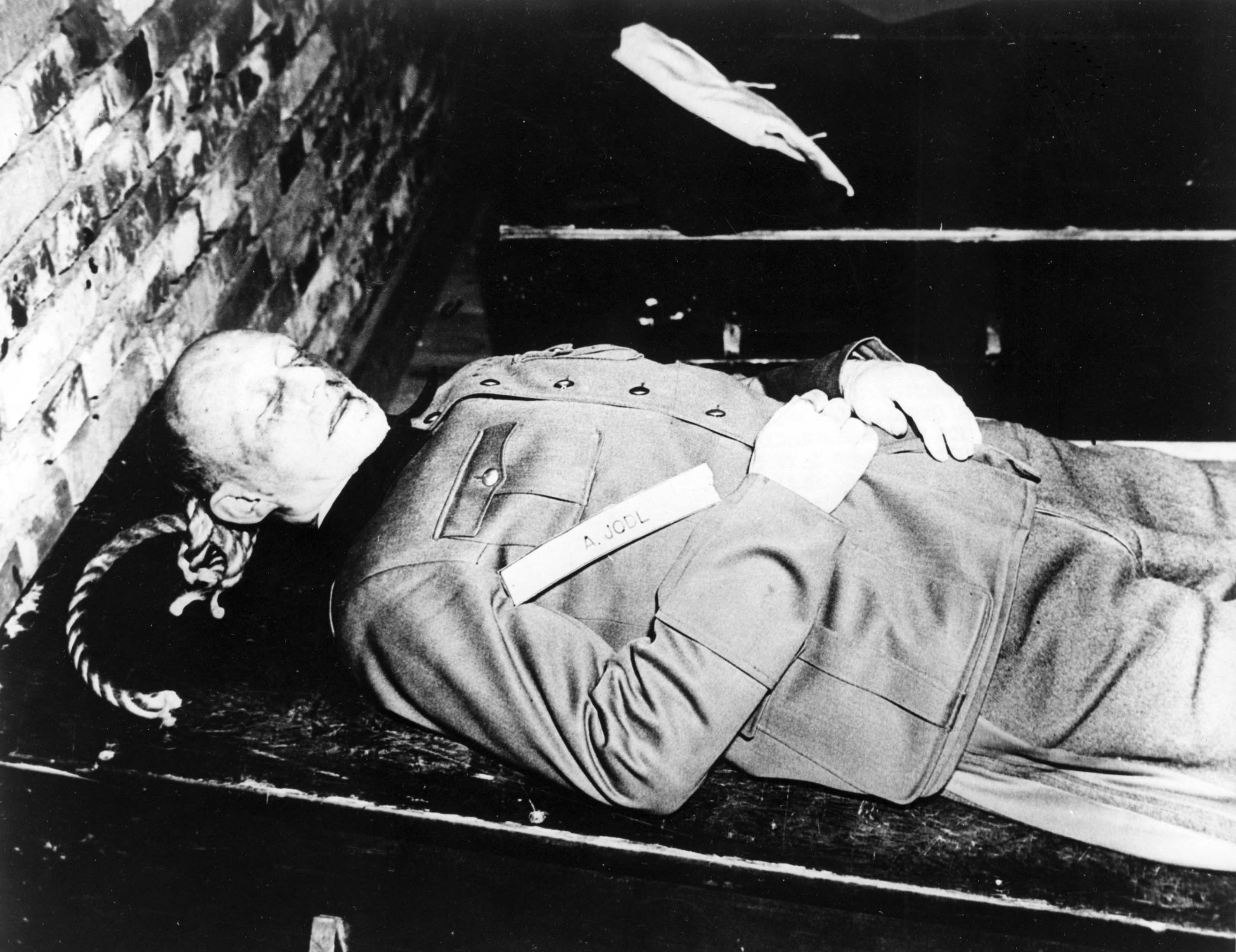
Cadavere di Alfred Jodl

Imputato al processo di Norimberga, Jodl fu ritenuto responsabile, insieme con Keitel, della condotta tenuta dalla Wehrmacht nei confronti delle popolazioni dei paesi occupati e dei prigionieri di guerra.
Le principali accuse contro di lui riguardavano la firma per conto dell'Oberkommando der Wehrmacht circa l'uccisione di alcune classi di prigionieri di guerra giustiziati sommariamente al momento della cattura. Di fronte alle sparatorie di massa del 1941 di prigionieri di guerra sovietici, Jodl affermò che gli unici prigionieri uccisi erano "non quelli che non potevano, ma quelli che non volevano camminare".
Giudicato colpevole di tutti i capi d'accusa e condannato a morte, fu il penultimo a salire sul patibolo nella camera delle esecuzioni del carcere di Norimberga, nelle prime ore del mattino del 16 ottobre 1946. Al momento dell'esecuzione gridò, in tedesco: "Ti saluto, Germania mia".

Due giorni prima dell'esecuzione così scrisse alla moglie:

Alla moglie Jodl detterà anche un saggio su Adolf Hitler in cui afferma: 
Il cadavere di Jodl venne cremato nel Cimitero Est di Monaco di Baviera e le sue ceneri, insieme a quelle degli altri 10 imputati, vennero sparse nel Wenzbach, un affluente del fiume Isar, nella medesima città. Il suo nome ancora oggi compare sull'epitaffio della tomba di famiglia nel piccolo cimitero dell'isola di Fraueninsel.
Le macchie di sangue sul volto visibili nella foto del cadavere di Jodl erano l'effetto di escoriazioni causate dalla caduta nella botola che risultò essere troppo stretta. Questo accadde anche ad alcuni altri condannati.
Donald E. Wilkes Jr., professore di diritto presso la School of Law della University of Georgia, ha osservato che molti dei nazisti giustiziati sono caduti dalla forca con forza insufficiente per spezzare loro le vertebre del collo: così essi andarono incontro a un'agonia, che nel caso di Keitel durò circa 24 minuti.

### Tentativo di riabilitazione
Il 28 febbraio 1953 fu riabilitato postumo da una corte tedesca, che lo riconobbe non colpevole di crimini contro le leggi internazionali imputatigli al processo di Norimberga. Tuttavia questa sentenza fu annullata il 3 settembre 1953 dal ministro della Liberazione Politica della Baviera, il quale aveva il potere legittimo di farlo.

## Cultura di massa
- La battaglia di Stalingrado (Stalingradskaya bitva I,II), regia di Vladimir Petrov (1949), interpretato da Boris Svoboda.
- Il giorno più lungo (The Longest Day), regia di Ken Annakin, Andrew Marton e Bernhard Wicki (1962), interpretato da Wolfgang Lukschy.
- Parigi brucia? (Paris brûle-t-il?), regia di René Clément (1966), interpretato da Hannes Messemer.
- Gli ultimi 10 giorni di Hitler (Hitler: The Last Ten Days), regia di Ennio De Concini (1973), interpretato da Philip Stone.
- Bunker (The Bunker), regia di George Schaefer (1981), interpretato da Tony Steedman.
- Il processo di Norimberga (Nuremberg), regia di Yves Simoneau (2000), interpretato da Bill Corday.
- La caduta - Gli ultimi giorni di Hitler (Der Untergang), regia di Oliver Hirschbiegel (2004), interpretato da Christian Redl.